# Dactylorhiza kuuskiae
Dactylorhiza kuuskiae là một loài thực vật có hoa trong họ Lan. Loài này được E.Breiner & R.Breiner mô tả khoa học đầu tiên năm 1998.